# Evan N'Dicka
Obite Evan N'Dicka, född 20 augusti 1999 i Paris, är en ivoriansk-fransk fotbollsspelare som spelar för Roma.

## Klubbkarriär
N'Dicka spelade som ung för FCA Paris 19ème och Solitaires Paris-Est innan han i augusti 2012 gick till Auxerre. Den 20 augusti 2016 debuterade N'Dicka för reservlaget i Championnat National 2 i en 0–1-förlust mot Grenoble Foot 38.
Den 27 januari 2017 debuterade N'Dicka för A-laget i Ligue 2 i en 1–0-vinst över Clermont. Han spelade totalt 2 ligamatcher för A-laget och 16 matcher för reservlaget under säsongen 2016/2017. Följande säsong spelade N'Dicka 12 ligamatcher för A-laget samt fem matcher för reservlaget.
I juli 2018 värvades N'Dicka av tyska Eintracht Frankfurt. Den 21 juni 2023 värvades N'Dicka av italienska Roma, där han skrev på ett femårskontrakt.

## Landslagskarriär
Ndicka representerade Frankrike på U16- och U17-nivå och kallades för första gången upp till U18-laget av tränaren Bernard Diomède i mars 2017. Han fortsatte sedan att spela för alla franska ungdomslandslag upp till U21-landslaget.
I juni 2023 bytte han officiellt landslag till Elfenbenskusten, och blev därefter uttagen för första gången till seniorlandslaget för kvalmatchen till Afrikanska mästerskapet 2023 mot Zambia. Han tvingades dock dra sig ur truppen på grund av byråkratiska problem. Han debuterade slutligen för Elfenbenskusten i en 1–0-seger mot Lesotho i kvalet till Afrikanska mästerskapet 2023 den 9 september 2023.